# 安卡瓦查納山
13°31′6″S 71°7′7″W / 13.51833°S 71.11861°W
安卡瓦查納山（Ancahuachana），是秘魯的山峰，位於該國東南部庫斯科大區，處於辛格里納科查湖東北面和科爾克蓬科山以東，屬於安第斯山脈中韋爾卡努塔山脈的一部分，海拔高度5,100米。